# Sinopesa kumensis
Sinopesa kumensis är en spindelart som beskrevs av Matsuei Shimojana och Haupt 2000. Sinopesa kumensis ingår i släktet Sinopesa och familjen Nemesiidae. Inga underarter finns listade i Catalogue of Life.